# Slaget vid Denain
Slaget vid Denain var ett jättelikt slag under spanska tronföljdskriget. Detta var Claude de Villars största seger. Slaget var mycket stort med dåtida mått, med sina 225 000 stridande soldater. Det utspelade sig den 24 juli 1712 i staden Denain i norra Frankrike.

## Slaget
Villars anföll med bajonetter, något som chockade Eugens armé. Sedan lät han skjuta med sina 12-pundiga kanoner och slutligen anföll han med krypskyttar. I den österrikiska högerflygeln utbröt kaos då fransmännen attackerade och flanken utplånades. Värst gick det dock för holländarna som stängdes in och slaktades av fransmännen. 
Anfallet slogs dock tillbaka av österrikiska reserver, som genomförde tre mottattacker. Motattackerna misslyckades totalt. De franska trupperna tryckte tillbaka österrikarna i floden Schelde och många drunknade.
6 500 österrikare och holländare stupade, medan endast 2 100 fransmän dödades eller sårades.

## Efterspel
Slaget var naturligtvis en stor personlig förlust för Eugen, men betydde i övrigt inte särskilt mycket för spanska tronföljdskriget. Kriget fortsatte i två år till.